# Byrrhus artoprocerus
Byrrhus artoprocerus is een keversoort uit de familie pilkevers (Byrrhidae). De wetenschappelijke naam van de soort is voor het eerst geldig gepubliceerd in 2003 door Fabbri & Zhou.